# ホク
ホク（モンゴル語: Hoqu、中国語: 禾忽、生没年不詳）は、チンギス・カンの孫のグユクの息子で、モンゴル帝国の皇族。『元史』などの漢文史料では禾忽/霍忽/火和、『集史』などのペルシア語史料ではهوقوHūqūと記される。

## 概要
ホクはモンゴル帝国の第3代カアンのグユク・カンの息子として生まれた。異母兄にはホージャ・オグル、ナク太子がいる。グユクの息子の中では最年少であったが、二人の兄がモンケ・カアンに対するクーデター計画の露見によって禁固刑となったため、ホクがグユク家の財産を継ぐこととなった。

## グユク王家
- グユク・カン(Güyük Qan,貴由/ گيوك خانGuyūk khān)
  - ホージャ・オグル(Qaračar,忽察/خواجه اغولKhwaja Āghūl)
    - トクメ(Tükme,禿苦滅/توکمهTūkme)
    - ブスジュ・エブゲン(Tötaq,بوسجو ابوکان)
    - 南平王トゥクルク(Tuqluq,禿魯/توقلوقTūqlūq)
    - イルゲンツェン王(Irgendzan,亦児監蔵)
    - オルジェイ・エブゲン王(Ölǰei Ebügen,完者也不干)

  - ナク太子(Naqu,脳忽/ناقوNāqū)
    - チャバト(Čabat,چباتChabāt)

  - ホク大王(Hoqu,禾忽/هوقوHūqū)